# Elatostema cucullatonaviculare
Elatostema cucullatonaviculare är en nässelväxtart som beskrevs av Wen Tsai Wang. Elatostema cucullatonaviculare ingår i släktet Elatostema och familjen nässelväxter. Inga underarter finns listade i Catalogue of Life.